# Les Rêves de la ville
Pour plus de détails, voir Fiche technique et Distribution.
Les Rêves de la ville (arabe : أحلام المدينة, 'Ahlam almadina) est un film syrien réalisé par Mohamed Malas et sorti en 1984. 

## Synopsis
Après la mort de son père, Dib, sa mère et son frère quittent Kuneitra pour rejoindre Damas. Dans une période historique troublée, Dib devra affronter le mariage forcé de sa mère et la mort de son frère.

## Fiche technique
- Réalisation : Mohamed Malas
- Scénario et dialogues : Samir Zikra, Mohamed Malas
- Images : Erdogan Engin
- Montage : Haïtham Kovalty[2]
- Durée : 120 min

## Distribution
- Bassel Assiad (Dib)
- Hicham Chkhreifati (Frère de Dib)
- Yasmine Khlat (Mère de Dib)
- Rafiq Sbai[3]
- Fares Helou[4]

## Distinctions
En 1984, le film est sélectionné au Festival de Cannes. La même année, Les Rêves de la ville obtient le Tanit d'or aux Journées cinématographiques de Carthage et la Palme d'or à la Mostra de Valence du cinéma méditerranéen. Il obtient également une mention à la Berlinale de 1985.